# Spring Lake Park (Minnesota)
Spring Lake Park es una ciudad ubicada en el condado de Anoka en el estado estadounidense de Minnesota. En el Censo de 2010 tenía una población de 6412 habitantes y una densidad poblacional de 1.195,41 personas por km².

## Geografía
Spring Lake Park se encuentra ubicada en las coordenadas 45°6′57″N 93°14′43″O / 45.11583, -93.24528. Según la Oficina del Censo de los Estados Unidos, Spring Lake Park tiene una superficie total de 5.36 km², de la cual 5.13 km² corresponden a tierra firme y (4.39%) 0.24 km² es agua.

## Demografía
Según el censo de 2010, había 6412 personas residiendo en Spring Lake Park. La densidad de población era de 1.195,41 hab./km². De los 6412 habitantes, Spring Lake Park estaba compuesto por el 83.67% blancos, el 3.84% eran afroamericanos, el 0.86% eran amerindios, el 5.07% eran asiáticos, el 0.02% eran isleños del Pacífico, el 2.95% eran de otras razas y el 3.6% pertenecían a dos o más razas. Del total de la población el 5.91% eran hispanos o latinos de cualquier raza.